# Borisav Milojkovic Borra
Borisav Milojkovic (Künstlername: Borra) (* 26. April 1921 in Jagodina im Königreich Jugoslawien; † 11. Oktober 1998 in Kainbach bei Graz in Österreich) war ein Magier mit Spezialisierung auf Taschendiebstahltricks.

## Jugend und Techniken
Milojkovic wurde in Jagodina geboren, wo sein Vater einen Kleiderladen besaß. Hier und am Marktplatz der Stadt beobachtete er Taschen- und Ladendiebe, um zu lernen und sie zu entlarven. Durch diese Beobachtungen lernte er sehr genau, Menschen einzuschätzen und sie durch Gespräche und andere Techniken abzulenken, dies war wichtig für seine Karriere als Magier, außerdem eine Technik zur leichten Nervenblockade, wodurch die Taschendiebstahlopfer die Berührung nicht spürten.
Borisav Milojkovics Methode des Showtaschendiebstahls basierte auf seinem Charme, seinem Humor und seinen Möglichkeiten, die Opfer abzulenken. Die Schönheit seiner Frau Ilse aus der tschechischen Zirkusdynastie Kludsky wurde ebenfalls zur Ablenkung eingesetzt. Er nahm den Zuschauern Uhren, Krawatten, Brillen, Hosenträger und Brieftaschen ab und präsentierte diese den Überraschten.

## Karriere
Er begann seine Karriere mit 15 Jahren als Magier und Showtaschendieb. Sein erster größerer bekannter Auftritt war 1938 in Sarajewo bei einem Polizistenkongress. Nach der Flucht aus Jugoslawien während des Zweiten Weltkrieges, trat er für die englischen Truppen auf und wurde Teil der ENSA, der Entertainments National Service Association. Er wurde nach Österreich geschickt, wo er seine Frau Ilse wiedertraf, die er vor Kriegsausbruch geheiratet hatte. 
Borisav Milovkovic tourte unter anderen mit Zirkussen wie Circus Althoff-Jacoby, Circus Kludsky (der ehemals größten Wandermenagerie Österreich-Ungarns), Circus Knie sowie Bertram Mills. Er unterrichtete Polizisten in ganz Europa in den Techniken des Taschendiebstahls, um ihnen die Bekämpfung zu erleichtern. Er war unter vielen Pseudonymen und Shownamen bekannt, wie „Borra der ehrliche Dieb“, der „König der Taschendiebe“, der „Dieb von Baghdad“ und andere.
Im Zirkus Knie trat er das erste Mal 1951 international auf. Weitere Auftritte waren 1956, 1963, 1971 und 1980. 1952 wurde er vom Zirkus Bertram Mills engagiert, durch seine Popularität wurde er zum Hauptakt und blieb es für drei Jahre. Er trat unter anderem in der Olympia Grand Hall auf. Im Winter 1958/59 trat er im Belle-Vue-Amüsierpark in Manchester auf. Er erwarb in Kainbach bei Graz eine Häuserreihe. Die Straße wurde ihm zu Ehren in Borraweg umbenannt. Borisav Milovkovic sprach 12 Sprachen fließend.

## Familie
Borisav und Ilse († 1998) hatten zwei Kinder: Sissi, eine Hausfrau und Mutter, und Karl, der seinem Vater als Magier folgte. Es gab mehrere Künstler, die unter dem Namen Borra auftraten: Borisav Milojkovic, seine Brüder Dragisa und Vojislav, und ein Vetter der beiden, sowie Karl, der Sohn von Borisav, als Charlie Borra.